# Grube Altglück
Die Grube Altglück ist eine ehemalige Buntmetallerz-Grube südöstlich von Bennerscheid, einem Ortsteil der Stadt Königswinter im Rhein-Sieg-Kreis in Nordrhein-Westfalen. Das Bergwerk gehörte zum Bergrevier Brühl-Unkel und war dort die wichtigste Blei- und Zinkerzgrube. Die Grube Altglück war auch unter den Namen Silberkaule und Johann-Petersgrube bekannt. Trotz der Namensgleichheit des mittelalterlichen Vorgängerbetriebes ist das Bergwerk nicht identisch mit der Grube Silberkaule.

## Geschichte

### Die Anfänge
Bereits etwa 100 v. Chr. wurde in vorrömischer Zeit im Grubenfeld der späteren Grube Altglück Bergbau betrieben. Zu dieser Zeit gruben die Kelten in diesem Gebiet nach Bleierzen, um diese dann einzuschmelzen. Dies wurde in den Jahren 1995 und 1996 durch Ausgrabungen des LVR-Amtes für Bodendenkmalpflege im Rheinland nachgewiesen. Später haben hier auch die Römer besonders Bleierze im Tagebau über eine Entfernung von 1000 m abgebaut. Untertagebau wurde zum ersten Mal im Zeitraum vom 12. Jahrhundert bis Anfang des 15. Jahrhunderts in dem Grubenfeld betrieben. Dieser mittelalterliche Bergbau ist urkundlich erstmals für das Jahr 1122 belegt. In diesem Jahr verlieh Kaiser Heinrich V. der Abtei Siegburg das Recht, auf ihrem Besitztum Metallerze abzubauen. Das Bergwerk wurde zu dieser Zeit unter dem Namen Silberkaule geführt. Um die Erze abbauen zu können, wurde zunächst ein Stollen angelegt. Zusätzlich wurden weitere Stollen und Querschläge erstellt, es wurden auch Blindschächte abgeteuft. Über die Blindschächte wurde das gewonnene Erz dann zum nächsthöheren Grubenbau gefördert. Die Abförderung der Erze über Tage erfolgte über sogenannte Reifenschächte. Im Jahr 1401 bestätigte der römisch-deutsche König Ruprecht von der Pfalz die Urkunde aus dem Jahr 1122. Nach dieser Zeit fand in dem Feld für vermutlich mehrere hundert Jahre kein Bergbau mehr statt.

### Die ersten Jahre des Bergwerks
Im Zeitraum von 1799 bis 1802 wurden Kuxe der Grube Silberkaule gehandelt. Im Jahr 1801 wurde der Bergbaubetrieb wieder aufgenommen. Das Bergwerk wurde unter dem Namen Johann Petersgrube belehnt. Man ging zum Zeitpunkt der Belehnung davon aus, dass in dem Grubenfeld kein weiterer Betrieb außer Tagebau stattgefunden hatte. Als Gewerken wurden R. Schradie, Moscheroth und Hahn aus Frankfurt, Heuser und Lenz aus Neuwied und der Geheimrat Bennet in den Unterlagen genannt. Es wurde begonnen, einen neuen Stollen anzusetzen. Der Stollen wurde im Aubachtal angesetzt und rund 30 Meter in den Berg aufgefahren. Der so angesetzte Stollen erbrachte eine Bauhöhe von 15 Lachtern unter Tage. Bei der Auffahrung des Stollens wurden nur wenige unbedeutende Erzmittel aufgeschlossen. Nachdem man den Stollen bis unter die Stollensohle aufgefahren hatte, traf man auf den Alten Mann des Vorgängerbetriebs. Es wurden mehrere, zum Teil noch intakte, Grubenbaue des Vorgängerbetriebs angefahren. So traf man unter anderem auf einen Blindschacht, der eine Teufe von 10 Lachtern unterhalb der Stollensohle hatte. Auch wurden eine alte Strecke und ein Querschlag angefahren. Diese Grubenbaue widerlegten die Vermutung, dass in dem Grubenfeld zuvor nur Tagebau stattgefunden hatte. Nachdem man auf einen weiteren Stollen traf, der bis zu einer Teufe von 61 Metern führte, begann man einen tieferen Stollen anzulegen. Dieser Stollen erbrachte einen Teufengewinn von 22 Lachtern. Die Auffahrung dieses Stollens wurde jedoch nicht zu Ende geführt und der Betrieb kam zum Erliegen. Grund hierfür waren die hohen Kosten, die sich durch die weitere Erschließung der Lagerstätte ergaben. Man führte in den Jahren 1821 bis 1824 über Tage noch einige Versuche mit Schürfschächten durch, um die Fortsetzung des Erzganges zu untersuchen. Diese Versuche erbrachten jedoch keine verwertbaren Erkenntnisse. Danach stellte die Gewerkschaft alle Arbeiten ein.

### Der Neuanfang
Im Jahr 1826 wurde eine neue Mutung mit dem Namen Alt-Glück eingelegt. Die Neuwieder Gesellschaft Steffens & Co. begann im selben Jahr mit Untersuchungsarbeiten auf dem Gelände der Grube Alt-Glück. Zunächst wurde der alte Dollenbachs-Stollen, welcher vom Vorgängerbetrieb stammte und 30½ Lachter Seigerteufe einbrachte, aufgewältigt. Die Arbeiten erstreckten sich über einen Zeitraum von mehreren Jahren. Im Jahr 1830 wurden von dem Mineralogen und Geologen Johann Jacob Nöggerath und dem Chemiker Karl Gustav Bischof Untersuchungen an dem alten hölzernen Grubenausbau des Vorgängerbergwerks durchgeführt. Dieser Ausbau war aus Buchenholz hergestellt und mit einem Überzug aus Schwefelzinksinter überzogen worden. Dieser Sinterüberzug hat sich – den Untersuchungen von Nöggerath und Bischof zufolge – anfangs während der Betriebszeit des Vorgängerbergwerks auf dem Grubenholz gebildet. Als der Stollen zu Bruch gegangen war und sich mit Grubenwasser gefüllt hatte, verstärkte sich die Sinterbildung. Bei den Arbeiten im Stollen wurden neben dem alten Ausbau auch weitere bergmännische Gegenstände wie z. B. ein Haspel und eine alte Schaufel gefunden. Der aufgefundene Haspel diente früher zur Förderung der Erze. Der Stollen wurde im Laufe der Jahre bis auf eine Länge von etwa 300 Lachter aufgewältigt. Bis zum Ende des Jahres 1836 hatten die Gewerken der Neuwieder Gewerkschaft insgesamt 4000 Taler an Zubuße leisten müssen. Im darauffolgenden Jahr wurden die Arbeiten im Stollen wieder eingestellt. Das Bergwerk fiel anschließend ins Freie.

### Die weiteren Jahre
Im Jahr 1846 wurde die ins Bergfreie gefallene Grube neu verliehen. Übernommen wurde die Grube von der Gesellschaft Rhodius aus Linz. Die Berechtsame wurde unter dem Namen Altglück verliehen. Im selben Jahr begann man mit dem Abteufen von zwei Schächten, die mit einem Stollen verbunden waren. Die Förderung begann auf dem Bergwerk allerdings erst nach dem Jahr 1850. Erst zu diesem Zeitpunkt war es möglich geworden, die Zinkblende herauszulösen. Die Firma Rhodius nutzte die auf dem Bergwerk gewonnene Zinkblende in der Sterner Hütte zur Herstellung von Vitriol. Am 29. Dezember 1852 wurde die Grube Altglück von Donon, Aubry et Compagnie erworben und bereits vier Monate später wieder verkauft. Neuer Betreiber wurde am 28. April 1853 die 1837 von dem belgischen Bankier und Industriellen François-Dominique Mosselman gegründete „Société Anonyme des Mines et Fonderies de Zinc de la Vieille-Montagne“ aus Lüttich, die später für Deutschland den Namen AG des Altenbergs erhielt. Zur Ausrichtung des Grubenfeldes wurde ein Stollen mit einer Länge von 950 m aufgefahren. Der aufgeschlossene Erzgang war auf einer Länge von 630 m bauwürdig und bestand überwiegend aus Zinkblende und zum geringen Anteil aus Bleiglanz, Kupferkies, Schwefelkies und Spateisenstein. Zu dieser Zeit bestand die Grube Altglück aus den beiden Längenfeldern Altglück I und Altglück II. 1859 wurde die benachbarte Grube Neuglück mit der Grube Altglück unter dem letztgenannten Namen konsolidiert. In den 1860er-Jahren kam es zu einer grundlegenden Umgestaltung und Erweiterung des Bergwerks, im Zuge derer sich der Betrieb auf das heutige Stadtgebiet von Hennef (Sieg) zwischen den Ortsteilen Hanf und Wellesberg verlagerte. Das betriebliche Zentrum einschließlich der Leitung und Erzweiterbearbeitung wurde um 1865 etwa einen Kilometer vom bisherigen Standort entfernt im Tal des Dollenbachs (Stadtgebiet Hennef) errichtet. Es umfasste außer dem Verwaltungsgebäude mehrere Tagesanlagen. Der Betrieb wurde 1875 eingestellt.

#### Betrieb und Anlagen
Der Abbau erfolgte hauptsächlich im südlichen Bereich der Grube Altglück. Dafür hatte man vier Stollen, einen Maschinenschacht und einen Wetterschacht vorgerichtet. Die oberirdischen Betriebsanlagen sind auf der Lithographie von 1855 abgebildet. In der Aufbereitungsanlage wurde das gewonnene Gestein zerkleinert, gewaschen und nach Taubgestein und Erzarten getrennt. Dafür standen eine Trommelwäsche und eine Hebewäsche, neun Setzsiebe, ein Grob- und ein Feinwalzwerk, sowie sechs Stoßherde zur Verfügung. Das Taubmaterial landete anschließend auf Halden, die gewonnenen Erze wurden von privaten Unternehmern mit Gespannen nach Niederdollendorf transportiert, von wo aus sie mit Schiffen weiterbefördert wurden.

#### Förderung und Belegschaft
Auf der Grube Altglück arbeiteten bis zu 200 Mitarbeiter. Die Bergleute waren im Knappschaftsverein des Bergreviers Brühl-Unkel gegen Unfälle und Krankheit sozialversichert. Die Vielzahl der unterschiedlichen Tätigkeiten auf dem Bergwerk ist exemplarisch aus dem Jahr 1865 dargestellt. In diesem Jahr waren 175 Beschäftigte auf dem Bergwerk angelegt, davon 88 unter Tage und 87 über Tage. Zu den Untertagebeschäftigten gehörten ein Steiger, zwei Oberhauer, 59 Hauer, 13 Förderleute, fünf Stürzjungen, ein Schreiner, drei Zimmerleute, ein Schmied und drei Hilfskräfte. Über Tage waren ein Steiger, ein Aufseher, 21 Scheider, acht Klaubemädchen, 18 Walzarbeiter, 24 Wascharbeiter, zehn Stoßherdearbeiter und weitere drei Arbeiter in der Aufbereitungsanlage beschäftigt.
| Förderzahlen 1858–1864 | Förderzahlen 1858–1864 | Förderzahlen 1858–1864 |
| Jahr                   | Zinkerze [t]           | Bleierze [t]           |
| ---------------------- | ---------------------- | ---------------------- |
| 1858                   | 1.228,50               | 88,55                  |
| 1859                   | 534,55                 | 83,60                  |
| 1860                   | 1.336,85               | 209,10                 |
| 1861                   | 2.404,40               | 180,40                 |
| 1862                   | 2.550,10               | 158,70                 |
| 1863                   | 2.957,10               | 105,00                 |
| 1864                   | 2.063,40               | 72,10                  |

Quelle:

## Heutiger Zustand
Heute ist von dem damaligen Bergbaubetrieb noch die Abraumhalde vorhanden, sie ist mittlerweile mit Nadelbäumen überzogen. An der Halde führt der Bergische Weg vorbei. Die meisten Gebäude wurden vermutlich im 19. Jahrhundert, nach der Schließung des Bergwerks, abgerissen. Von der Aufbereitungsanlage ist nur noch das Pförtnerhaus erhalten geblieben, außerdem der Stauweiher der Aufbereitungsanlage. Die durch den Bergbau verursachten Pingen füllen sich zeitweise mit Wasser.